# جانوران (فیلم ۲۰۰۳)
جانوران (انگلیسی: Animals) نام یک اجرا توسط کمدین بریتانیایی ریکی جرویز است. این اجرا در تئاتر بلومزبری، لندن در سال ۲۰۰۳ فیلم‌برداری شده‌است. 